# Preis-Absatz-Garantie
Eine Preis-Absatz-Garantie ist ein staatliches Instrument zur Marktregulierung. Der Staat garantiert nationalen Erzeugern einen minimalen Absatzpreis der im Allgemeinen oberhalb des Weltmarktpreises liegt. Aufgrund der unveränderten Nachfrage entstehen Überschusssituationen. Die überschüssigen Güter können im Extremfall nur zu Weltmarktpreisen abgesetzt werden, die Gesamtbilanz einer Preis-Absatz-Garantie schlägt sich zumeist negativ auf die nationale Nettowohlfahrt nieder.

## Beschreibung
Eine Preisgarantie tritt zumeist gemeinsam mit einer Absatzgarantie auf. Dabei wird den Produzenten durch die Regierung eine Übernahme der produzierten Güter zu einem festen Preis gewährt. Der Absatz wird durch den Staat mit eigens dafür vorgesehenen Instrumenten. Der Produzent liefert also die vereinbarte Menge ab und erhält den garantierten Preis. Das Marktpreisrisiko wird dadurch für den Produzenten reduziert, er kann sogar versuchen seinen Gewinn zu steigern, indem er mehr produziert und die Waren zusätzlich auf dem freien Markt anbietet. Dies würde zu Überproduktionen führen, weshalb die Gesamtmengen der produzierten Güter durch Kontingente geregelt werden kann. In der Schweiz wurde eine solche Garanieregelung beispielsweise durch die Brotgetreidemarktordnung festgelegt.
Ziel dieser Verordnung war es durch die Förderung des Anbaus und der Vorratshaltung die Versorgung der Bevölkerung mit Brotgetreide zu sichern. Das Ziel wurde nicht nur erreicht, sondern führte bald zur Überproduktion, so dass ein Teil des Getreides als Futtergetreide deklassiert werden musste. In guten Erntejahren überstieg die Produktion von Brot- und Futtergetreide den Eigenbedarf. Aufgrund des garantierten Preises war ein Export von Schweizer Getreide kaum möglich, da es wesentlich teurer war als das Getreide im übrigen Europa oder auf dem Weltmarkt. Zudem werden subventionierte Exporte durch ein Abkommen mit der Welthandelsorganisation limitiert.
Der gesamtwirtschaftliche Nutzen von Preis-Absatz-Garantien ist wie viele der marktregulierenden Maßnahmen umstritten. Sie wirken sich negativ auf die Weltwirtschaft aus, insbesondere für Schwellen- und Entwicklungsländer.
In Europa herrscht beispielsweise eine Preis-Absatz-Garantie für Weizen. Auch für andere Getreidearten und landwirtschaftliche Erzeugnisse wie Zucker und Milchprodukte, aber auch im Energiesektor gibt es garantierte Abnahmepreise. Diese Art der Subvention kann durchaus zu Problemen führen, beispielsweise zur massiven Überproduktion, wenn die Produktionsmengen nicht an den garantierten Preis gekoppelt sind. Für den Anbau von Zuckerrüben kann der Preis für eine Grundquote garantiert werden. Diese Quote (Garantiemenge) bestimmt die Menge an Zuckerrüben, für die eine volle Preis- und Absatzgarantie galt. Im Zuge der Agrarreformen der Agenda 2000 sollen Subventionen, die zu Überproduktionen und teilweise zur Vernichtung überschüssiger Güter führten, überprüft und neu definiert werden. Anstelle der Preis-Absatz-Garantie wurde teilweise auf Direktzahlungen umgestellt.